# Shamar Sands
Shamar Sands (ur. 30 kwietnia 1985 w Nassau) – bahamski lekkoatleta, płotkarz.

## Osiągnięcia
- brązowy medal mistrzostw świata juniorów (bieg na 110 m przez płotki, Kingston 2002).

## Rekordy życiowe
- bieg na 110 m przez płotki - 13.38 (2009) były rekord Bahamów
- bieg na 60 m przez płotki - 7.49 (2009) rekord Bahamów
- bieg na 55 m przez płotki - 7.05 (2009) rekord Ameryki Północnej i Środkowej
- bieg na 50 m przez płotki - 6.40 (2009) rekord Bahamów

W 2008 Sands reprezentował swój kraj podczas igrzysk olimpijskich w Pekinie, gdzie odpadł w ćwierćfinałach 110 metrów przez płotki. Sands został sklasyfikowany ostatecznie na 19. pozycji.